# Konak (Sarajevo)
Il Konak (dal turco: konak - casa, castello, alloggio) è un edificio residenziale nel quartiere di Bistrik a Sarajevo, nel comune di Stari Grad. Costruito durante l'Impero ottomano per le esigenze dei governatori del sultano a Sarajevo. A quel tempo era la sede del valì e dell'amministrazione del vilayet bosniaco. Oggi è di proprietà della Presidenza della Bosnia ed Erzegovina.

## Storia

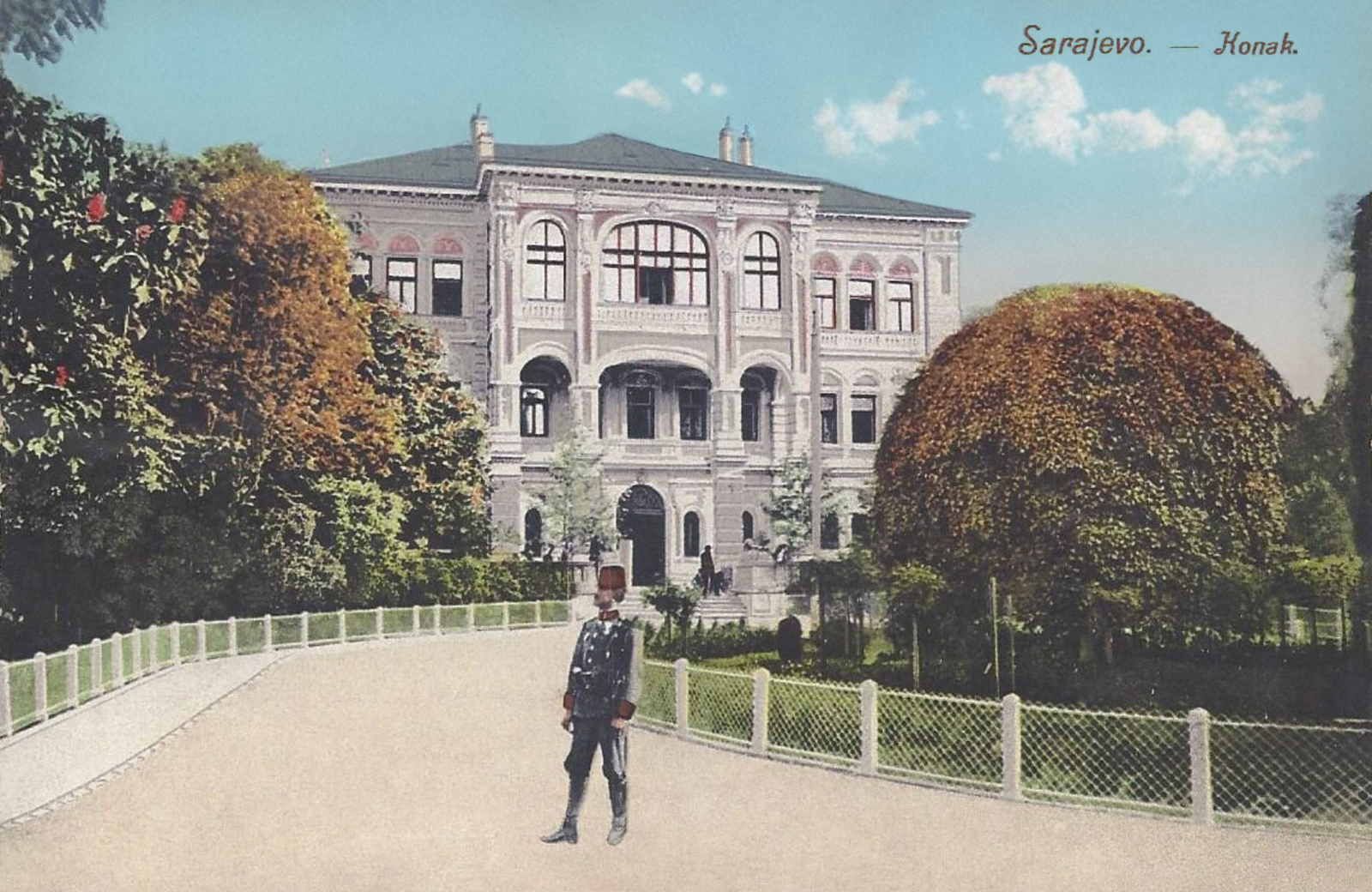
Il Konak su una cartolina del periodo austro-ungarico

I governatori del Sultano in Bosnia ebbero sede prima a Sarajevo (1463-1553), poi a Banja Luka (1553-1638), poi ancora a Sarajevo (1638-1669), a Travnik (1669-1851) e quindi, per la terza volta, a Sarajevo dopo il 1851.
Durante l'amministrazione ottomana, le residenze dei governatori erano chiamate saraji, begluk-saraj (o bejluk-saraj), cioè alloggi. A Sarajevo, nel sito dell'odierna caserma di Bistrik, esisteva un vecchio begluk-saraj, costruito tra il 1453 e il 1462, che fu distrutto durante l'invasione dell'esercito di Eugenio di Savoia nel 1697.
La residenza odierna fu costruita dopo che la sede del governatore fu spostata da Travnik a Sarajevo, sotto l'amministrazione di Šerif Topal Osman-paša. È un edificio di rappresentanza a tre piani costruito nel 1869. Si trova nel quartiere di Bistrik, tra l'edificio Accademia delle scienze e delle arti della Bosnia ed Erzegovina a ovest, la Moschea dell'Imperatore a nord, via Konak a est e via Franjevačka a sud. Quando fu costruito era l'unico edificio a Sarajevo a tre piani. Circondato da un alto muro, si accede al palazzo dal lato est, attraverso un grande cancello, e dal lato ovest, da Piazza Austria.
Nello spirito del barocco ottomano, il palazzo, accanto al quale è stato costruito un edificio più piccolo contenente l'harem (appartamento del visir), è stato progettato dagli spalatini Franje Linardov e Franjo Moise. Durante la dominazione austro-ungarica, nel 1906 furono eseguiti alcuni lavori nell'edificio e nelle sue immediate vicinanze: fu costruito un cortile e furono collocate due statue di leoni scolpite nella pietra. L'interno è caratterizzato da una disposizione funzionale degli ambienti, dotati di mobili di pregevole fattura e decorati con opere di elevato valore artistico. Questo palazzo monumentale rappresenta uno degli edifici più importanti della storia della Bosnia ed Erzegovina, avendone segnato le vicende per un periodo di quasi 150 anni. Questo edificio è l'unica residenza del visir conservata in tutta la Bosnia ed Erzegovina.
Il Konak fu la sede del governo fino al 1878: vi si tenevano le udienze con il visir e una volta all'anno le sessioni dell'Assemblea nazionale. Dopo il Congresso di Berlino del 1878, in cui fu affidata all'Austria-Ungheria l'amministrazione della Bosnia ed Erzegovina, al Konak fu formato il governo popolare.
Durante l'amministrazione austro-ungarica le autorità del paese soggiornarono al Konak: l'imperatore austro-ungarico Francesco Giuseppe I vi dormì per quattro giorni durante la sua visita a Sarajevo nel maggio 1910. Dopo l'assassinio del 28 giugno 1914 vi furono portate le salme dell'erede al trono austro-ungarico Francesco Ferdinando e di sua moglie Sofia. Secondo alcuni documenti, entrambi erano ancora vivi quando furono portati alla residenza, ma morirono poco dopo per le ferite riportate; sono ancora conservati i certificati del medico che li ha esaminati e li ha dichiarati morti. Francesco Ferdinando fu ferito al collo e Sofia allo stomaco. Anche la loro autopsia è stata eseguita nell'edificio e la loro bara vi è stata esposta.
Dal 1918 al 1941 nel complesso soggiornarono generali, grandi prefetti e bani e fu utilizzato anche come residenza reale del Regno di Jugoslavia. La prima facoltà di medicina in Bosnia ed Erzegovina, aperta il 22 novembre 1944 a Sarajevo, aveva sede nel Konak e negli edifici circostanti. Dopo la seconda guerra mondiale, il Konak è tornato alla sua funzione residenziale; infatti vi hanno soggiornato occasionalmente il presidente della Repubblica Socialista Federale di Jugoslavia, Josip Broz Tito, e diversi ospiti stranieri di alto rango durante le visite ufficiali, tra cui il presidente della Repubblica italiana Sandro Pertini.
Dopo il referendum sull'indipendenza, quando si decideva l'organizzazione interna della Bosnia ed Erzegovina durante la dissoluzione della Jugoslavia, il 16 e il 17 marzo 1992 si svolsero dei negoziati al Konak sotto l'egida della Comunità Europea rappresentata dal diplomatico portoghese José Cutileira.
Sebbene sia circondato da altri edifici e alte mura, ha subito lievi danni durante la guerra in Bosnia ed Erzegovina; tuttavia, non essendo mai stato completamente restaurato (sono state effettuate solo parziali riparazioni fino al 2000), ha iniziato a deteriorarsi. Ciononostante fino al 2013 vi si sono svolti importanti incontri e vi hanno soggiornato anche diversi ambasciatori. Il 15 luglio 2002 in questa residenza si è tenuta la prima riunione trilaterale dei capi di Stato di Bosnia ed Erzegovina, Croazia e Repubblica Federale di Jugoslavia.

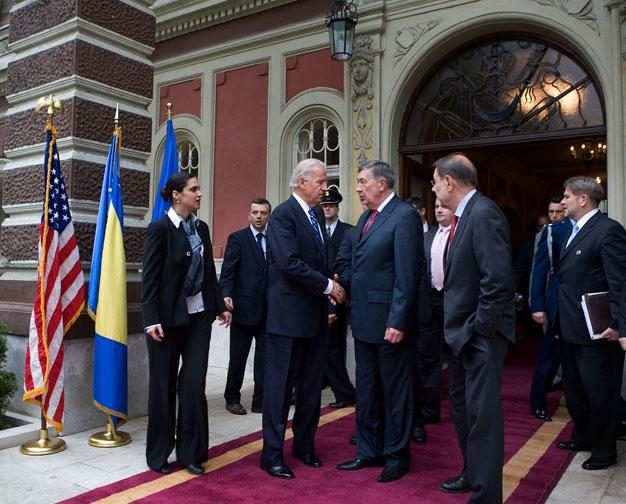
L'allora vicepresidente Joe Biden mentre si congeda dalla Presidenza della Bosnia ed Erzegovina presso l'ingresso del Konak il 19 maggio 2009

Il Konak è stato dichiarato monumento nazionale della Bosnia ed Erzegovina ed è ancora oggi utilizzato per l'accoglienza degli ospiti stranieri da parte della Presidenza della Bosnia ed Erzegovina.